# Fokino (Oblast' di Brjansk)
Fokino è una città della Russia europea sudoccidentale (Oblast' di Brjansk), situata sul fiume Bolva, 16 km a nord del capoluogo Brjansk; dipende amministrativamente dal distretto di Djat'kovo.

## Società

### Evoluzione demografica
Fonte: mojgorod.ru
- 1939: 6.400
- 1959: 11.000
- 1979: 14.000
- 1989: 15.200
- 2007: 15.200